# Beata Molak

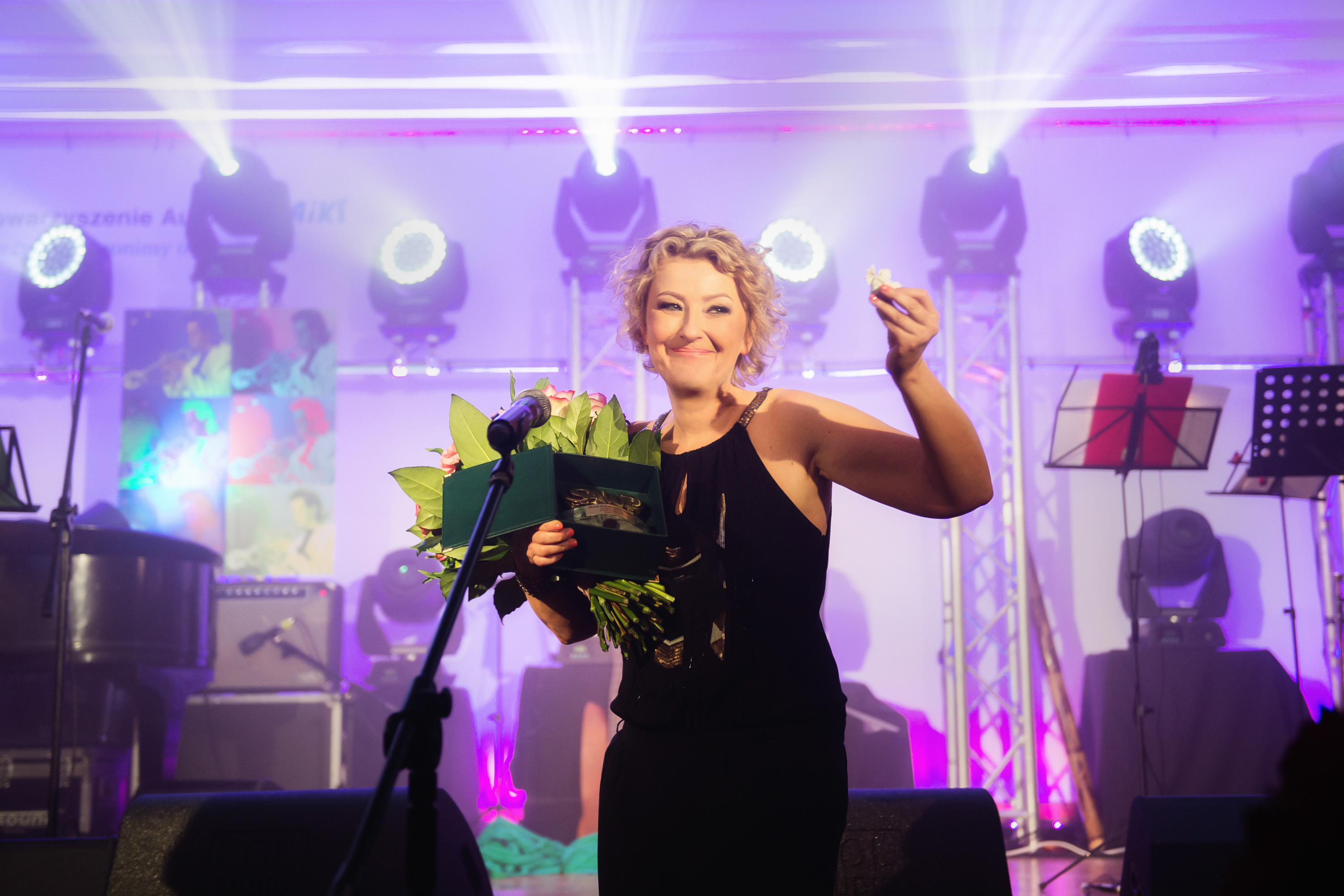
Beata Molak (2014)

Beata Molak-Bychawska (* 14. Januar 1962 in Warschau als Beata Molak) ist eine polnische Sängerin und Songwriterin.

## Wirken
Molak sang zunächst 1979 in der Gesangsgruppe Afonia unter der Leitung von Krzysztof Heering. 1983 trat sie zum ersten Mal beim Festival des polnischen Liedes in Opole auf; daraus ergab sich eine Zusammenarbeit mit der Bigband von Wiesław Pieregorólka, mit der sie ein Jahr später in Opole das Lied To nie koniec (Musik: Wiesław Pieregorólka, Text: Jacek Cygan) aufführte. 1985 schloss sie ihr Gesangsstudium an der Fryderyk-Chopin-Universität für Musik mit Auszeichnung ab.
Molak arbeitete dann hauptsächlich mit Marek Bychawski und der Jazzgruppe Ezz-thetics zusammen; sie tourten bis 1988 und wurden mit der Ballade Love Laced with Blues, die sie auf dem Sea Jazz Festival in Helsinki vorstellten, in Finnland bekannt.
Wolni, Molaks Debütalbum unter eigenem Namen erschien 1990 beim Label Muza; der Titelsong errang auf dem Festival von Opole 1989 den zweiten Platz. Bis 1992 ging sie auch mit der Fusionband Walk Away auf Tournee.
1992 und 1993 arbeitete Molak als Journalistin für die Monatszeitschrift Luiza. Dann war sie als Sängerin und Sprecherin vor allem für die Werbung tätig. 1998 nahm sie für die polnische Synchronisation des Animationsfilms Pocahontas 2 – Die Reise in eine neue Welt die Lieder Every Day in London und Dokąd odejść stąd auf. Ferner ist sie auf Alben von Ewa Kuklińska, Robert Chojnacki und Kayanis zu hören.
Molak war mit dem Musiker Marek Bychawski verheiratet. Weiterhin ist sie Inhaberin des Tonstudios Vibes. Privat unterrichtet sie Stimmbildung und Liedinterpretation.

## Preise und Auszeichnungen
Molak gewann zwischen 1982 und 1991 Wettbewerbe internationaler und nationaler Festivals.